# Goniophysetis
Goniophysetis és un gènere d'arnes de la família Crambidae.

## Taxonomia
- Goniophysetis actalellus (Viette, 1960)
- Goniophysetis lactealis Hampson, 1916
- Goniophysetis malgassellus (Viette, 1960)